# Yukako Kawai
Yukako Kawai (川井友香子?, Kawai Yukako; Prefettura di Ishikawa, 27 agosto 1997) è una lottatrice giapponese, specializzata nella lotta libera.

## Biografia
È sorella minore della lottatrice Risako Kawai, campionessa olimpica ai Giochi di Rio de Janeiro 2016 nella lotta libera 63 kg.
È stata vicecampionessa iridata ai mondiali di Budapest 2018 nei 62 kg. Ai mondiali di Nur-Sultan 2019 ha ottenuto il bronzo nei 62 kg.
Si è laureata campionessa continentale ai Campionati asiatici di Nuova Delhi 2020 nei 62 kg.
Ha rappresentato il Giappone ai Giochi olimpici estivi di Tokyo 2020, dove ha vinto la medaglia d'oro nella categoria fino a 62 kg.

## Palmarès
- Mondiali

Budapest 2018: argento nei 62 kg.
Nur-Sultan 2019: bronzo nei 62 kg.
- Campionati asiatici

Xi'an 2019: argento nei 62 kg.
Nuova Delhi 2020: oro nei 62 kg.